# Worcester Railers
Worcester Railers HC är ett amerikanskt professionellt ishockeylag som spelar i den nordamerikanska ishockeyligan ECHL sedan 2017. De spelar sina hemmamatcher i inomhusarenan DCU Center, som har en publikkapacitet på 12 239 åskådare vid ishockeyarrangemang, i Worcester i Massachusetts. Railers är samarbetspartner med New York Islanders i National Hockey League (NHL) och Bridgeport Sound Tigers i American Hockey League (AHL). De har ännu inte vunnit nån Kelly Cup, som är trofén till det lag som vinner ECHL:s slutspel.
Spelare som har spelat för dem är bland andra Zack Phillips, Jordan Smotherman, Linus Söderström och Ben Thomson.